# Urania Blu
Urania Blu è stata una breve collana editoriale di fantascienza pubblicata da Arnoldo Mondadori Editore a cadenza irregolare (principalmente bimestrale) fra il 1984 ed il 1985, per un totale di quattro numeri. Rappresentò una collana complementare (in gergo "figlia") della più famosa Urania e venne distribuita come supplemento o ai numeri della serie "madre" o a quelli della pubblicazione parallela Classici Urania.
Al pari della precedente Biblioteca di Urania (1978-1983), che andava di fatto a sostituire, Urania Blu propose sia testi inediti sia ristampe in volume unico di materiali che erano già apparsi in più uscite nella serie "madre". Con la sua precocissima chiusura, Mondadori consolidò di fatto una bipartizione netta della "famiglia" Urania fra la collana principale e i Classici Urania, dedicate alla pubblicazione di romanzi, e la collana Urania Millemondi, preposta alle antologie.

## Elenco delle pubblicazioni
| Numero | Autore                        | Titolo                                          | Note | Dettagli di pubblicazione        | Anno         |
| ------ | ----------------------------- | ----------------------------------------------- | --- | -------------------------------- | ------------ |
| 1      | Isaac Asimov                  | Guida alla fantascienza                         | Raccolta di saggi di storia e critica letteraria composti fra gli anni Settanta e Ottanta.                                | Supplemento a Classici Urania 85 | aprile 1984  |
| 2      | Thomas M. Disch e Franz Kafka | La signora degli scarafaggi e altri 22 racconti | Antologia comprendente ventitré racconti di Disch scelti da Oreste del Buono e il racconto lungo di Kafka La metamorfosi. | Supplemento a Classici Urania 87 | giugno 1984  |
| 3      | Alan E. Nourse                | Il quarto cavaliere                             | | Supplemento a Classici Urania 91 | ottobre 1984 |
| 4      | Isaac Asimov                  | Testi e note                                    | Antologia curata dall'autore di ventiquattro racconti sulla robotica composti nel ventennio 1950-1973, corredati di note. | Supplemento a Urania 994         | aprile 1985  |